# Kulturschiff Minna
Das ehemalige Binnenschiff Minna, auch Kulturschiff Minna, liegt als sozio-kultureller Veranstaltungsort im Stadthafen von Boizenburg/Elbe.

## Geschichte

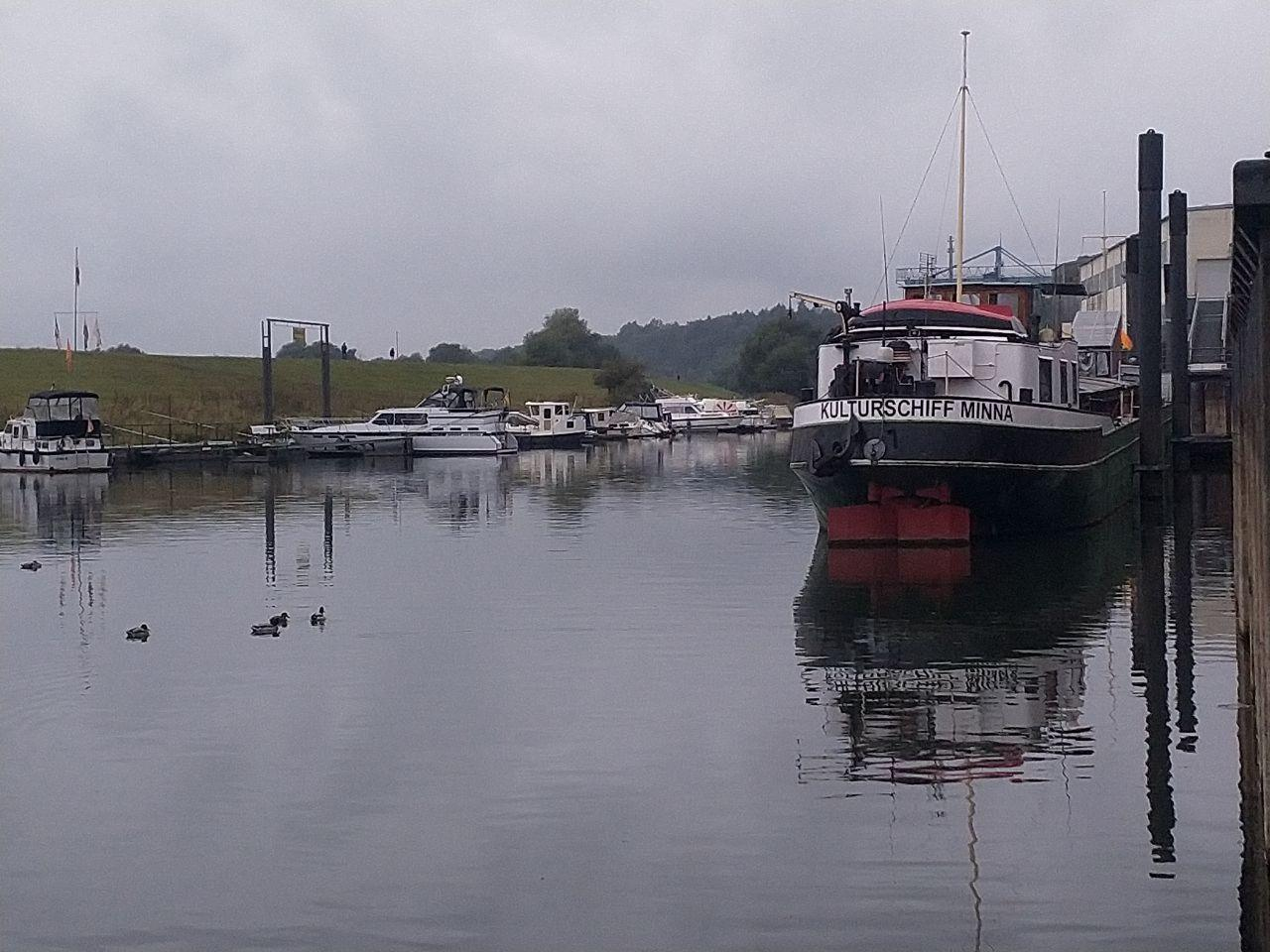
Heck mit Namenszug der Minna

Das Schiff wurde unter der Baunummer 555 als unmotorisierter Schleppleichter auf der Werft von Franz Lemm in Boizenburg gebaut. Der Stapellauf war am 10. März 1919. Die Minna war zunächst 48 Meter lang und hatte eine Tragfähigkeit von 233 Tonnen. Der Leichter besaß vier Ladeluken und war mit zwei klappbaren Ladebäumen ausgestattet, die bei Bedarf aufgerichtet werden konnten. Die Ladebäume wurden 1933 entfernt.
1924 wurde der Leichter auf der Elbewerft durch den Einbau eines Dieselmotors zum Selbstfahrer. Der Junkers-Zweitakt-Gegenkolbendieselmotor hatte eine Leistung von 120 PS. Das Schiff wurde in Dömitz registriert. Im folgenden Jahr wurde ein zweiter Junkers-Dieselmotor mit einer Leistung von 50 PS eingebaut. Die beiden Motoren trieben je einen Propeller an. Da für die Motoren im Achterschiffsbereich Platz benötigt wurde, wurde die Wohnung in den Mittschiffsbereich verlegt.
Das Schiff wurde 1963 auf der Hitzler-Werft in Lauenburg an der Elbe durch den Einbau eines  Sechszylinder-Dieselmotors von Mercedes-Benz mit einer Leistung von 320 PS stärker motorisiert und ein erstes Mal verlängert. 1966 wurde das Schiff auf der Schiffs- und Bootswerft Lübbe Voß in Westerende-Kirchloog am Ems-Jade-Kanal ein zweites Mal auf die heutigen 56 Meter verlängert. Damit bekam es eine Tragfähigkeit von 475 Tonnen. Bei dem Umbau wurde auch der Wohnbereich an Bord verändert und in eine Eigner-Kajüte im Achterschiffsbereich und eine Wohnung für den Decksmann im Vorschiffsbereich aufgeteilt.
Das Schiff verkehrte vorwiegend auf Elbe und Havel zwischen Hamburg und Magdeburg bzw. Berlin, aber auch auf weiteren Binnenwasserstraßen im norddeutschen Raum, dem Ruhrgebiet und den Niederlanden.
2009 wurde die Minna einem Kulturverein aus Boizenburg übergeben, der das Schiff umbaute und dem Eigner lebenslanges Wohnrecht in seiner Kajüte einräumte.
Die Minna liegt heute fest an einem Schwimmanleger im Boizenburger Stadthafen und dient als sozio-kulturelles Zentrum, darunter als Probenraum und Veranstaltungsort für Konzerte, Theater und Kleinkunst.